# 佩雷茲 (加利福尼亞州)
佩雷茲（英語：Perez）是位於美國加利福尼亞州莫多克縣的一個非建制地區。該地的面積和人口皆未知。

## 地理
佩雷茲的座標為41°40′35″N 121°15′15″W / 41.67639°N 121.25417°W，而該地的平均海拔高度為1274米（即4180英尺）。